# Sarah Essen Gordon
Sarah Essen (también conocida como Sarah Essen Gordon) es un personaje ficticio de DC Comics.

## Historial de publicaciones
Sarah Essen Gordon apareció por primera vez en Batman Vol. 1 # 405 y fue creado por Frank Miller y David Mazzuchelli.

## Biografía del personaje ficticio
Ella aparece por primera vez en Batman # 405, parte de la historia de Batman: año uno. Entonces, simplemente Sarah Essen, es una detective asociada con el entonces teniente James Gordon. Una mujer de ascendencia alemana, su edad exacta nunca se revela, pero más tarde se revela en la novela de Greg Rucka de la historia de "No Man's Land" que ella es 12 años menor que Gordon. Las habilidades de detective de Sarah se muestran durante sus intentos con Gordon de atrapar a Batman; ella adivina (correctamente) que él es Bruce Wayne en virtud de la historia de Bruce y el dinero necesario para el arsenal de Batman. Ella y Gordon, que estaba casado en ese momento, comienzan una breve aventura. Pero cuando el corrupto Comisionado Gillian B. Loeb intenta chantajearlos, Gordon termina el asunto y confiesa sus acciones a su esposa Barbara. Sarah deja Gotham City hacia Nueva York poco después.
El editor Denny O'Neil más tarde eligió revivir al personaje como investigadora y como un interés amoroso por Gordon. Cuando regresa a Batman # 458 (enero de 1991), se explica que Sarah se había casado con un policía de Nueva York que murió en una redada de drogas. Gordon se había divorciado hace mucho tiempo, y los dos comienzan una relación seria, lo que finalmente resultó en que Gordon le propusiera matrimonio en una noche cuando la estación de policía está siendo atacada por un trío de supervillanos con energía eléctrica. Los dos se casan en Legends of the Dark Knight Annual # 2 (1992).
Cuando James Gordon es degradado por el alcalde Armand Krol en Batman # 519 (junio de 1995), Sarah recibe el trabajo en su lugar. Gordon luego dimite del Departamento de Policía de Gotham City por el mismo problema. Asume la colaboración de Gordon con Batman y Robin, pero no le gusta el trabajo. Más tarde, la propia Sarah es despedida del GCPD por Krol, quien ahora es un "pato cojo" después de perder recientemente en la elección de alcalde contra Marion Grange. Essen es reemplazado como Comisionado por Andrew Howe, un amigo cercano de Armand Krol. Más tarde, Grange reinstala a James Gordon como Comisionado, y también vuelve a contratar y promueve a Sarah para que sirva de enlace entre el GCPD y la oficina del alcalde.
Sarah es asesinada por el Joker en Detective Comics # 741 (febrero de 2000), al final del arco de la historia "No Man's Land". El Joker había secuestrado a docenas de bebés y los estaba reteniendo en el sótano de la estación de policía. Sarah es la primera en alcanzar la posición de Joker. Aunque lo tiene a punta de pistola, el Joker le arroja un bebé, y Sarah instintivamente deja caer su arma para atrapar al niño, evitando que se lastime. El Joker luego le dispara a Sarah en la cabeza después de decir una fría "Feliz Navidad". El Joker parece no encontrar humor en su muerte, ya que se muestra frunciendo el ceño mientras se aleja. Él se rinde rápidamente a la policía que llega inmediatamente después. Batman y Gordon se ponen al día con el Joker poco después de descubrir el cuerpo de Sarah. Batman se hace a un lado, incapaz de intervenir. Enfurecido, Gordon está tentado a matar al Joker, pero en su lugar le dispara en la pierna. Al principio, el Joker se enfurece con este acto, grita que nunca volverá a caminar, pero luego se da cuenta del humor y comienza a reírse histéricamente porque le había hecho lo mismo a la hija de Gordon, Barbara (en The Killing Joke). En el funeral de Sarah, su hijastra Barbara) comenta: "Siempre la llamé Sarah, y ahora es demasiado tarde para llamarla mamá".
En la continuidad posterior a Crisis Infinita (como se vio en flashbacks en Detective Comics # 875 de 2011 ), Gordon y Essen se casaron mucho antes, cuando Jim Gordon todavía era un teniente, y ella tuvo un papel más activo en la crianza de su hijastra.
En septiembre de 2011, The New 52 reinició la continuidad de DC. En esta nueva línea de tiempo, el matrimonio de Sarah con James Gordon nunca ha tenido lugar, incluso después de los eventos de DC: Renacimiento.

## Otras versiones

### The Dark Knight Returns
Sarah era una presencia invisible en Batman: The Dark Knight Returns, una historia alternativa futura. En él, ella es la amorosa esposa ama de casa de Gordon. Gordon, ahora comisionado de policía en retiro, repite internamente: "Pienso en Sarah. El resto es fácil", como una especie de mantra. Solo se vislumbra cerca del final, cuando ella y Gordon se abrazan en silueta. Sin embargo, en la película de la adaptación de la segunda mitad de la historia, Sarah hace dos apariciones breves: uno en casa enviando Gordon a cabo en el supermercado, el otro abrazándolo que han huido de su casa después de que sea destruida por el fuego. Ella también aparece cuando Gordon da su discurso de jubilación.

### All Star Batman and Robin
En el número 6, Gordon está hablando con Sarah por teléfono. Aunque está casado con Barbara en ese momento, el diálogo indica que Gordon todavía ama a Sarah. Como lo demuestran los eventos de The Dark Knight Returns, establecidos en la misma continuidad, finalmente se casan.

## En otros medios

### Televisión
- Essen hizo su primera aparición en acción en vivo en Gotham, interpretada por Zabryna Guevara.[6] En esta versión, es la capitana del Escuadrón de Homicidios del Departamento de Policía de Gotham City y la jefa de James Gordon y Harvey Bullock. Al comienzo de la temporada 2, es promovida a comisionada, reemplazando a Gillian B. Loeb.[7] Sin embargo, es asesinada en el segundo episodio por Jerome Valeska, el líder de una pandilla de criminales locos que se hacen llamar "The Maniax".[8] A diferencia de los cómics, Gordon y Essen no tienen historia romántica en las series de televisión y, por lo tanto, su relación es estrictamente profesional.

### Película
- La detective Sarah Essen apareció en Batman: Year One, con la voz de Katee Sackhoff.
- Sarah Essen apareció como la esposa de James Gordon en Batman: The Dark Knight Returns - Parte 2, con la voz de Grey DeLisle.

### Videojuego
- En Batman: Arkham City, aunque no se menciona explícitamente a Sarah Essen, 'Sarah' es la contraseña utilizada por los hombres de Gordon cuando se infiltran en Arkham City para identificarse como parte del equipo de ataque de Gordon cuando hablan con Batman; Batman debe rescatar al equipo cuando son capturados por Pingüino.